# Liparetrus cribriceps
Liparetrus cribriceps är en skalbaggsart som beskrevs av Lea 1924. Liparetrus cribriceps ingår i släktet Liparetrus och familjen Melolonthidae. Inga underarter finns listade i Catalogue of Life.